# 2008年NBA總決賽
2008年NBA总决赛是2007-08 NBA賽季的最後一個系列賽，由東部聯盟冠軍波士頓塞爾特人與西部聯盟冠軍洛杉磯湖人對決。比賽采用七場四勝制2-3-2的形式，常規賽成績較優的波士頓凱爾特人（66–16）將獲得多一個主場的優勢，系列賽的第一、二、六（如果需要），七（如果需要）場比賽在他們主場進行，而本年亦是自1997年以來，東部聯盟冠軍首次擁有主場優勢。
本屆總決賽戲碼是繼1987年以後，再一次由凱爾特人及湖人對決，亦是歷史上2支奪得總冠軍次數最多的球隊對疊，被人譽為「夢幻對決」。最終，塞爾特人以4比2的成績擊敗湖人，贏得22年來首個NBA總冠軍，保罗·皮尔斯則獲得本年總決賽的最有價值球員獎。
在至關重要的第四場，波士頓在一度落後24分的情況下成功反超，最終取勝。這是NBA總決賽歷史上迄今為止的單場比賽的最大逆轉。

## 總決賽之路
| 洛杉磯湖人                                              | 洛杉磯湖人 | 波士頓塞爾特人 | 波士頓塞爾特人                              |
| ------------------------------------------------------- | ---------- | -------------- | ------------------------------------------- |
| 57-25 (.695) 太平洋賽區第一名，西部第一名，全聯盟第三名 | 常規賽     | 常規賽         | 66-16 (.805) 大西洋賽區第一名，全聯盟第一名 |
| 4-0擊敗                                                 | 第一輪     | 第一輪         | 4-3擊敗亞特蘭大鷹隊                         |
| 4-2擊敗犹他爵士                                         | 分區半決賽 | 分區半決賽     | 4-3擊敗克里夫蘭騎士                           |
| 4-1擊敗圣安东尼奥马刺                                   | 分區決賽   | 分區決賽       | 4-2擊敗底特律活塞                           |

### 常規賽對陣
波士頓塞爾特人在兩隊之間的常規賽對陣中全部勝出。
| 11月24日 |

|  |

| 洛杉磯湖人 94–107 波士頓塞爾特人 |

| 12月31日 |

|  |

| 波士頓塞爾特人 110–97 洛杉磯湖人 |

### 晉級
- 波士頓塞爾特人以4-2总比分击败底特律活塞赢得2008年的东部分区决赛。
- 洛杉磯湖人以4-1总比分击败聖安東尼奧馬刺赢得2008年的西部分区决赛。

## 形式
这次七场四胜制的系列賽于2008年6月6日开始。而七場四勝再不是以2-2-1-1-1排列，而是2-3-2排列。降低優先球隊的主場優勢。

## 電視轉播
除了ABC（美國）和TSN（加拿大）為本年NBA總決賽進行電視轉播外，全球各地電視轉播如下：
| - 阿根廷: Canal 7 - : ESPN - 比利时: Be 1 and Prime Sport 1 - 巴西: ESPN Brasil，Globosporte.com，TV Esporte Interativo - 中國: CCTV-5以及多个地方电视台體育頻道 - 丹麦: DK4 Sport - : Antena Latina - 芬兰: Urheilu TV - 法國: Sport+ - 德国: Premiere Sport - 希腊: Sport+ - 香港: ESPN，香港有線電視體育台，衛視體育台，無綫電視明珠台和高清翡翠台 - 印度: Star Sports - 印度尼西亞: ESPN，Jak TV，Star Sports | - 以色列: Sport 5 - 日本: J Sports 1，NHK BS-1，SkyPerfecTV - : SBS Sports，Star Sports - 墨西哥: TVC - 中东地区：ART Sport 3 - 荷蘭: Sport1 - 菲律賓: C/S Sports on RPN，Basketball TV - 波蘭: Canal+Sport1 - 葡萄牙: Sport TV 1 - 俄羅斯: NBA TV - 西班牙: Canal Plus，Cuatro - 瑞典: TV4 AB - 臺灣: 緯來電視網，Star Sports - 土耳其: NTV - 英国: Five - 委內瑞拉: Sport Plus |

## 球員名單

### 洛杉磯湖人
| 洛杉磯湖人 2008年NBA總決賽球員名單  |      |            |                         |                      |
| 主教练：菲尔·杰克逊（Phil Jackson） |      |            |                         |                      |
| 位置                                | 号码 | 国籍       | 姓名                    | 大学                 |
| SF                                  | 3    | 美国       | 特雷沃·阿里扎           | 洛杉磯加利福尼亞大學 |
| SG                                  | 24   | 美国       | 科比·布莱恩特           | 勞爾梅里恩高中       |
| C                                   | 17   | 美国       | 安德鲁·拜纳姆           | St. Joseph (HS)      |
| PG                                  | 5    | 美国       | 乔丹·法玛尔             | 洛杉磯加利福尼亞大學 |
| PG                                  | 2    | 美国       | 德里克·费舍尔           | 堪萨斯               |
| PF/C                                | 16   | 西班牙     | 保罗·加索尔             | 西班牙               |
| PG/SG                               | 11   | 美国       | 考比·卡尔               | 波夕                 |
| C                                   | 28   | 比利时     | D·J·姆鹏加              | 刚果民主共和国       |
| C                                   | 31   | 美国       | 克里斯·米姆             | 得克萨斯             |
| SF                                  | 14   | 美国       | 埃拉·纽伯               | 迈阿密               |
| PF                                  | 7    | 美国       | 拉玛尔·奥多姆           | 罗得岛               |
| SF/PF                               | 10   | 塞尔维亚   | 弗拉迪米尔·拉德马诺维奇 | 塞尔维亚             |
| PF                                  | 21   | 法國       | 罗尼·图里亚夫           | Gonzaga              |
| SG                                  | 18   | 斯洛文尼亚 | 萨沙·乌贾基茨           | 斯洛文尼亚           |
| SF                                  | 18   | 美国       | 卢克·沃尔顿             | 亚利桑那             |

## 比賽摘要

### 第一場
| 6月6日 上午9時 |

| Recap |

| 洛杉磯湖人 88–98 波士頓塞爾特人                                                                            |  | |
| 每節分數： 21–23、30–23、22–31、15–21                                                                      |  | |
| 得分： 科比·布莱恩特 24 篮板： 保罗·加索尔 8 助攻： 科比·布莱恩特 6, 德里克·费舍尔 6 失誤: 科比·布莱恩特 4 |  | 得分： 凯文·加内特 24, 保罗·皮尔斯 22 篮板： 凯文·加内特 13 助攻： 拉简·朗多 7 偷球: 詹姆斯·波西 2 |

### 第二場
| 6月9日 上午9時 |

| Recap |

| 洛杉磯湖人 102–108 波士頓塞爾特人                                                                                     |  | |
| 每節分數： 22–20、20–34、19–29、41–25                                                                                 |  | |
| 得分： 科比·布莱恩特 30 篮板： 弗拉迪米尔·拉德马诺维奇, 保罗·加索尔 各10 助攻： 科比·布莱恩特 8 偷球: 科比·布莱恩特 3 |  | 得分： 保罗·皮尔斯 28, 里昂·鮑維 21 篮板： 凯文·加内特 14 助攻： 拉简·朗多 16 三分球命中: 保罗·皮尔斯 4-4 |

### 第三場
| 6月11日 上午9時 |

| Recap |

| 波士頓塞爾特人 81–87 洛杉磯湖人                                                          |  |                                                                                                  |
| 每節分數： 20–20、17–23、25–17、19–27                                                    |  |                                                                                                  |
| 得分： 雷·阿伦 25 篮板： 凯文·加内特 12 助攻： 凯文·加内特 5 三分球命中: 保罗·皮尔斯 0/4 |  | 得分： 科比·布莱恩特 36 篮板： 保罗·加索尔 12 助攻： 乔丹·法玛尔 5 三分球命中: 萨沙·乌贾基茨 3/5 |

### 第四場
| 6月13日 上午9時 |

| Recap |

| 波士頓塞爾特人 97–91 洛杉磯湖人                                                  |  | |
| 每節分數： 14–35、26–23、31–15、26–18                                            |  | |
| 得分： 保罗·皮尔斯 20 篮板： 凯文·加内特 11 助攻： 保罗·皮尔斯 7 偷球: 雷·阿伦 3 |  | 得分： 拉玛尔·奥多姆 19 篮板： 保罗·加索尔,拉玛尔·奥多姆 各10 助攻： 科比·布莱恩特 10 命中: 萨沙·乌贾基茨 1/9 |

### 第五場
| 6月16日 上午9時 |

| Recap |

| 波士頓塞爾特人 98–103 洛杉磯湖人                                                     |  |                                                                                          |
| 每節分數： 22–39、30–16、18–24、28–24                                                |  |                                                                                          |
| 得分： 保罗·皮尔斯 38 篮板： 凯文·加内特 14 助攻： 保罗·皮尔斯 8 失誤: 保罗·皮尔斯 5 |  | 得分： 科比·布莱恩特 25 篮板： 保罗·加索尔 13 助攻： 保罗·加索尔 6 偷球: 科比·布莱恩特 5 |

### 第六場

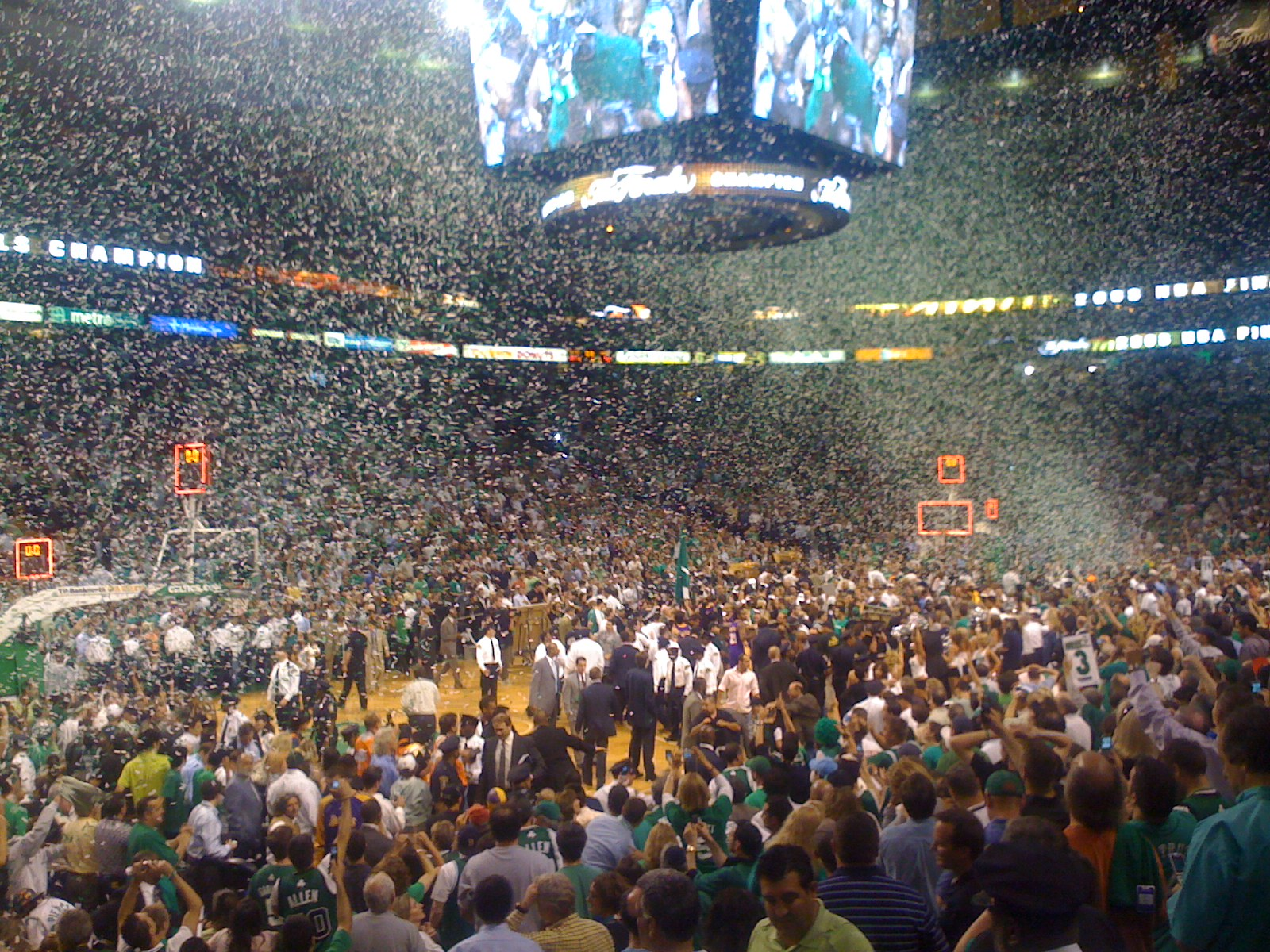
波士顿凯尔特人支持者、球員、教練團成員和工作人員慶祝球隊歷來第17個NBA總冠軍

| 6月18日 上午9時 |

| Recap |

| 洛杉磯湖人 92–131 波士頓塞爾特人                                                                |  |                                                                                                |
| 每節分數： 20–24、15–34、25–31、32–42                                                           |  |                                                                                                |
| 得分： 科比·布莱恩特 22 篮板： 拉玛尔·奥多姆 10 助攻： 拉玛尔·奥多姆 5 命中: 科比·布莱恩特 7/22 |  | 得分： 雷·阿伦, 凯文·加内特 各26 篮板： 凯文·加内特 14 助攻： 保罗·皮尔斯 10 偷球: 拉简·朗多 6 |
| 塞爾特人以4–2擊敗湖人 奪得2008年NBA總冠軍 本屆MVP為保羅·皮雅斯（波士頓塞爾特人）                |  |                                                                                                |

## 外部連結
- 2008年NBA總決賽官方網站